# Hochschulen für Angewandte Wissenschaften Baden-Württemberg
Die Hochschulen für Angewandte Wissenschaften Baden-Württemberg (HAW, früher Fachhochschulen) bilden eine von fünf Hochschularten des tertiären Bildungsbereichs des Landes Baden-Württemberg. Sie bieten Bachelor- und Master-Studiengänge an und stellen eine wichtige Infrastruktureinrichtung für die jeweilige Region dar. Die wichtigsten Profilelemente einer Hochschule für Angewandte Wissenschaften bestehen aus einer zeitgemäßen Verbindung von Wissenschaft mit Praxisorientierung in Lehre, angewandter Forschung und gesellschaftlicher wie wirtschaftlicher Innovationskraft.

## Hochschulen für Angewandte Wissenschaften Baden-Württemberg e.V.
Der HAW Baden-Württemberg e.V. ist ein Zusammenschluss von 21 staatlichen und drei kirchlichen Hochschulen für Angewandte Wissenschaften (HAW) in Baden-Württemberg. Der Verein beheimatet die Rektorenkonferenz der Hochschulen für Angewandte Wissenschaften Baden-Württemberg (RKH), fördert und strukturiert die Zusammenarbeit zwischen den Hochschulen und vertritt die gemeinsamen Interessen der Mitgliedshochschulen in der Öffentlichkeit und in der politischen Willensbildung. Der Verein unterhält eine Geschäftsstelle in Stuttgart.

## Aufgaben des Vereins
Zweck des Vereins ist die Förderung von Wissenschaft, Studium, Lehre, Forschung und Weiterbildung. Der Satzungszweck wird verwirklicht insbesondere durch die Förderung und Strukturierung der Zusammenarbeit zwischen den Hochschulen sowie durch die Unterstützung und Beratung der Mitgliedshochschulen in übergeordneten Fragen. Der Verein vertritt die gemeinsamen Interessen der Mitgliedshochschulen in der Öffentlichkeit und in der politischen Willensbildung. Er berät die Landespolitik und Behörden in Fragen der anwendungsorientierten Wissenschaft, Bildung und Innovation. Er informiert die Mitgliedshochschulen und die Öffentlichkeit über aktuelle Entwicklungen und erarbeitet Stellungnahmen. Er pflegt die Verbindungen insbesondere zu Wirtschaft und Wissenschaft im In- und Ausland und arbeitet mit der Hochschulrektorenkonferenz und anderen Landesrektorenkonferenzen zur Förderung der gemeinsamen Ziele zusammen. Der Verein fördert Studierende und den wissenschaftlichen Nachwuchs.

## Geschichte der Rektorenkonferenz (heute im HAW BW e.V.)
Nach der ersten Gründungsphase von Fachhochschulen, am Ende der 1960er Jahre, fand am 5. Mai 1972 in Pforzheim die erste Sitzung der Rektorenkonferenz der Fachhochschulen in Baden-Württemberg (RKF) statt.
Seit den 1990er Jahren versteht sich die Rektorenkonferenz auch als politisches Sprachrohr und Interessensvertretung für die Fachhochschulen. Das stetige Wachstum der Fachhochschulen und eine Verbreiterung der Fächervielfalt, bei relativ vielen, heterogen aufgestellten Standorten, macht gemeinsame Abstimmung und Positionierung innerhalb der Konferenz immer wichtiger. Unter dem Vorsitzenden und Rektor der Hochschule Mannheim, Dietmar von Hoyningen-Huene (1988–2007), der für seinen  Einsatz für die Fachhochschulen in Baden-Württemberg und bundesweit mit dem Bundesverdienstkreuz geehrt wurde, wurde die RKF als Stimme der Fachhochschulen deutlich stärker wahrgenommen und zum Verhandlungspartner für MWK und Politik.
Ab dem Jahr 2000 wurde an den Fachhochschulen  die gestufte Studienstruktur mit den Abschlüssen Bachelor und Master im Rahmen der europaweiten Bologna-Reform eingeführt. Die RKF begleitete diese größte Reform der Studienstrukturen in Deutschland seit dem Zweiten Weltkrieg eng und berät Politik und Hochschulen bei der komplexen Umsetzung der Reform vor Ort.
Unter der Führung der Vorsitzenden Winfried Lieber (Rektor Hochschule Offenburg, 2007–2009) und Achim Bubenzer (Rektor Hochschule Ulm, 2009–2013) wurde die RKF mit Einführung des neuen Gattungsbegriffs „Hochschule für Angewandte Wissenschaften“ (HAW) zur Rektorenkonferenz der HAW (RKH). Mit stärkerem Augenmerk auf Partizipation und Transparenz innerhalb der Konferenz wurden strategische Positionierungen der Hochschulart für die nächsten Jahre verhandelt und beschlossen, sowie im Jahr 2011 die Übernahme der ersten grün-roten Landesregierung, hochschulpolitisch eng begleitet. Am Ende der Amtszeit von Bubenzer erfuhr die RKH einen Professionalisierungsschub durch die Umwandlung der Konferenz in einen gemeinnützigen Verein mit fester Geschäftsstelle in Stuttgart.

## Mitglieder
Im HAW BW sind 19 staatliche Hochschulen, zwei Verwaltungshochschulen (ebenfalls staatlich) und drei Hochschulen mit kirchlicher Trägerschaft zusammengefasst.
- Hochschule Aalen
- Hochschule Albstadt-Sigmaringen
- Hochschule Biberach
- Hochschule Esslingen
- Evangelische Hochschule Freiburg
- Katholische Hochschule Freiburg
- Hochschule Furtwangen
- Hochschule Heilbronn
- Hochschule Karlsruhe
- Hochschule für öffentliche Verwaltung Kehl
- Hochschule Konstanz
- Hochschule für öffentliche Verwaltung und Finanzen Ludwigsburg
- Evangelische Hochschule Ludwigsburg
- Hochschule Mannheim
- Hochschule Nürtingen-Geislingen
- Hochschule Offenburg
- Hochschule Pforzheim
- Hochschule Ravensburg-Weingarten
- Hochschule Reutlingen
- Hochschule für Forstwirtschaft Rottenburg
- Hochschule für Gestaltung Schwäbisch Gmünd
- Hochschule der Medien Stuttgart
- Hochschule für Technik Stuttgart
- Hochschule Ulm